# Гыным
Гыным — река на Дальнем Востоке России. Протекает в Якутии по территории Алданского района. Впадает в реку Учур в 189 км от её устья по левому берегу. Длина реки — 297 км, площадь водосборного бассейна — 15 100 км². Питание имеет в основном снеговое и дождевое.

## Притоки
(расстояние от устья)
- 92 км — река Или (лв)
- 167 км — река Сеймжа (пр)
- 180 км — река Мус-Еннюе (лв)
- 212 км — река Ломам (пр)

## Данные водного реестра
По данным государственного водного реестра России и геоинформационной системы водохозяйственного районирования территории РФ, подготовленной Федеральным агентством водных ресурсов:
- Бассейновый округ — Ленский;
- Речной бассейн — Лена;
- Речной подбассейн — Алдан;
- Водохозяйственный участок — Учур[3].